# Marilena Cury
Marilena Cury (Rio de Janeiro, 21 de fevereiro de 1946 — 13 de maio de 2007) foi uma atriz e jornalista brasileira.

## Biografia
Formada em comunicação, Marilena Cury estagiou na organização do 7.º Festival Internacional da Canção. Em 1975, Walter Avancini, chamou-a para participar da novela Gabriela.
Na televisão, integrou o elenco de várias novelas e minisséries. Conquistou o público com personagens muito divertidos com a Lalume Abdala Adib, da novela Sassaricando.
Marilena Cury foi também promotora de algumas das melhores casas noturnas do Rio de Janeiro.
Trabalhou com vários artistas como Agildo Ribeiro, Elza Gomes e Pedro Paulo Rangel. Seu último trabalho na TV foi no programa "Você Decide", em 1998.
Já afastada da atividade profissional na televisão, Marilena Cury faleceu vítima de parada cardíaca, na sequência de um acidente vascular cerebral.

## Televisão
| Ano  | Título             | Personagem                   | Notas                           |
| ---- | ------------------ | ---------------------------- | ------------------------------- |
| 1975 | Gabriela           | Zobaida                      |                                 |
| 1977 | O Astro            | Nadja Hayala                 |                                 |
| 1982 | Plumas e Paetês    | Condômina                    | [ 3 ]                           |
| 1984 | Corpo a Corpo      | Convidada na festa de Márcia | [ 4 ]                           |
| 1987 | Sassaricando       | Lalume Abdala Adib           |                                 |
| 1990 | Araponga           | Emília                       |                                 |
| 1990 | La Mamma           | Canifa                       |                                 |
| 1998 | Hilda Furacão      | Alice (Alição)               |                                 |
| 1998 | Você Decide        | —                            | Episódio: "Sexo Falado é Sexo?" |
| 1999 | Andando nas Nuvens | Madame Safira                | [ 5 ]                           |